# 小行星5241
小行星5241（英語：5241）是一颗围绕太阳公转的小行星。1990年12月23日，上田清二、金田宏在钏路市发现了此天体。
这颗小行星的绝对星等为37.90887678908398等。